# 50 Let Pobedy (Schiff)
Die 50 Let Pobedy (russisch 50 лет Победы, „50. Jahrestag des Sieges“) ist der nach der Ural zweitgrößte russische nuklear angetriebene Eisbrecher, welcher der Arktika-Klasse angehört, die für Einsätze in polaren Regionen konstruiert wurde. Die 50 Let Pobedy ist das modernste und größte Schiff der „Arktika“-Klasse. Das 159 Meter lange und 30 Meter breite Schiff mit einer Wasserverdrängung von 25.840 Tonnen kann Eis mit einer Dicke von über fünf Metern durchbrechen, er hat die höchste russische Eisklasse „Eisbrecher9“. Ursprünglich bestand die Besatzung aus 138 Mann, sie wurde jedoch nach Optimierungen und Entlassungen auf 106 Mann reduziert. Die 50 Let Pobedy wird von der Reederei Atomflot betrieben.

## Geschichte
Die Bauarbeiten am „Projekt no. 10521“ begannen am 4. Oktober 1989 im Baltischen Werk im sowjetischen Leningrad. Ursprünglich erhielt der Eisbrecher die Baubezeichnung Ural. Nach finanziellen Engpässen infolge des Zerfalls der Sowjetunion wurden die Arbeiten für mehrere Jahre eingestellt, bis sie im Jahr 2003 wieder aufgenommen wurden. Am 30. November 2004 brach auf dem Schiff ein Feuer aus, das erst nach circa 20 Stunden von den Löschmannschaften unter Kontrolle gebracht werden konnte. Bei dem Brand kam kein Mensch ernsthaft zu Schaden, lediglich ein Matrose wurde wegen leichter Verletzungen in ein Krankenhaus gebracht. Es kam nicht zur radioaktiven Verstrahlung, da die beiden Atomreaktoren noch nicht mit Brennelementen bestückt waren. Nach diesem Zwischenfall wurden die Arbeiten am Schiff wieder aufgenommen, bis die 50 Let Pobedy schließlich Anfang 2007 fertiggestellt wurde. Am 1. Februar 2007 lief das Schiff zu einer zweiwöchigen Testphase auf See im Finnischen Meerbusen aus. Die Jungfernfahrt des Atomeisbrechers 50 Let Pobedy führte das Schiff in seinen Heimathafen Murmansk, wo es am 11. April 2007 ankam.
Im Rahmen des Fackellaufs zu den Olympischen Winterspielen 2014 in Sotschi brachte die 50 Let Pobedy am 19. Oktober 2013 das olympische Feuer vom Heimathafen Murmansk nach einer Rekordreisezeit von 91 Stunden und 12 Minuten zum Nordpol. Es war die erste Reise dieser Art unter den Bedingungen einer Polarnacht. 2017 wurde diese Rekordzeit mit 72 Stunden von der 50 Let Pobedy selber unterboten.
Am 26. Januar 2025, um 03:51 nachts wurde das Schiff in der Arktis bei einer Kollision (im Zug von Assistenz) mit dem Frachtschiff Yamal Krechet an der linken Rumpfseite nahe dem Bug beschädigt.

## Technik

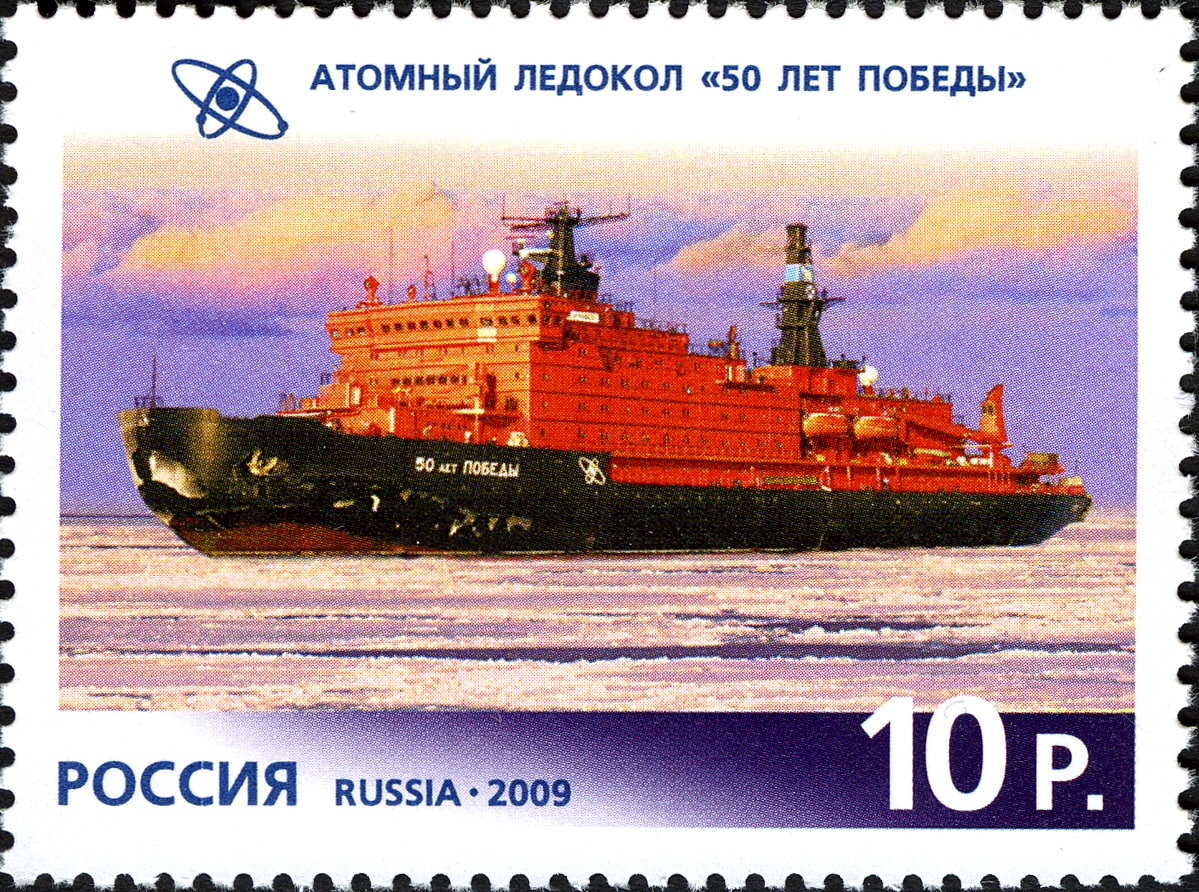
Russische Briefmarke von 2009

Wie alle Schiffe der „Arktika“-Klasse verfügt auch die 50 Let Pobedy über zwei OK-900A-Atomreaktoren, von denen jedoch nur jeweils einer betrieben wird. Die thermische Leistung eines Reaktors beträgt 171 MW. Die im Reaktor erzeugte Wärme erbringt in zwei Turbinensätzen insgesamt eine mechanische Leistung von 55,2 MW (75.000 PS). Das Schiff verfügt über drei Vierblatt-Festpropeller, die von Elektromotoren in Drehung versetzt werden (nuklear- bzw. turboelektrischer Antrieb). Der Eisbrecher ist zudem das erste Schiff der „Arktika“-Klasse, dessen Rumpf die Form eines Löffels besitzt. Die Konstrukteure erhofften sich dadurch ein effizienteres Brechen des Eises, wodurch das Schiff schneller in vereisten Gewässern operieren können soll. Die maximale Geschwindigkeit beträgt 21,4 Knoten (ca. 40 km/h).

## Ausstattung
Die 50 Let Pobedy ist vergleichsweise komfortabel ausgestattet, um der Besatzung während der mehrmonatigen Einsätze ein vielseitiges Beschäftigungsprogramm zu bieten. Das Schiff ist mit einer Sporthalle, Sauna, Schwimmbecken, Bibliothek und mit einem Restaurant ausgestattet. Zudem gibt es einen geräumigen Gemeinschaftsraum, in dem auch Unterhaltungsprogramme veranstaltet werden können. Das Schiff ist außerdem als Fahrgastschiff für Kreuzfahrten im Nordpolarmeer ausgelegt und bietet hierzu Platz für 100 Passagiere.